# No Pier Pressure
No Pier Pressure je jedenácté sólové studiové album amerického hudebníka Briana Wilsona, které vyšlo 7. dubna roku 2015. Nahrávání desky začalo počátkem roku 2013 a skončilo v listopadu 2014. Nahrávalo se ve studiu Ocean Way Recording v Los Angeles a o produkci nahrávky se staral Joe Thomas. Na nahrávce se vedle Wilsona podílelo velké množství dalších umělců. Jsou mezi nimi například další členové kapely The Beach Boys (Al Jardine a David Marks), baskytarista Don Was, který s ním rovněž v minulosti spolupracoval, nebo bubeníci Jim Keltner a Kenny Aronoff. Jde o jeho první studiové album obsahující nové písně od roku 2008, kdy vyšla deska That Lucky Old Sun.

## Seznam skladeb
1. „This Beautiful Day“
2. „Runaway Dancer“
3. „What Ever Happened“
4. „On the Island“
5. „Our Special Love“
6. „The Right Time“
7. „Guess You Had to Be There“
8. „Tell Me Why“
9. „Sail Away“
10. „One Kind of Love“
11. „Saturday Night“
12. „The Last Song“
13. „Half Moon Bay“

## Obsazení
- Brian Wilson – zpěv, doprovodné vokály, klavír, varhany, klávesy
- Sebu Simonian – zpěv, doprovodné vokály, klávesy, akordeon
- Al Jardine – zpěv, doprovodné vokály
- Blondie Chaplin – zpěv, doprovodné vokály
- Zooey Deschanelová – zpěv, doprovodné vokály
- Peter Hollens – zpěv, doprovodné vokály
- Kacey Musgraves – zpěv, doprovodné vokály
- Nate Ruess – zpěv
- M. Ward – kytara
- David Marks – kytara
- Mark Isham – křídlovka, trubka
- Joe Thomas – klavír, varhany, klávesy
- Gary Griffin – akordeon
- Nick Walusko – kytara
- Darian Sahanaja – klavír, varhany, vibrafon
- Matt Jardine – doprovodné vokály
- Scott Bennett – doprovodné vokály, perkuse, klavír, varhany, vibrafon
- Thom Griffin – doprovodné vokály
- Jimmy Riley – doprovodné vokály
- Jeff Foskett – doprovodné vokály
- Wayne Bergeron – trubka
- Larry Hall – trubka
- Tim Bales – trubka
- Bob Parton – trubka
- Carey Deadman – trubka
- Charles Morallis – pozoun
- Dave Stahlberg – pozoun
- Tom Garlin – pozoun
- Probyn Gregory – francouzský roh, kytara
- John Mason – francouzský roh
- Amy Barwan – hoboj, anglický roh
- Paul Von Mertens – saxofon, flétna, basová harmonika
- Peter Kent – koncertní mistr
- Chihsuan Yang – housle
- Sharon Jackson – housle
- Clayton Haslop – housle
- John Wittenberg – housle
- Songa Lee – housle
- Amy Wickman – housle
- Mark Robertson – housle
- Julie Rogers – housle
- Marisa Kuney – housle
- Charlie Bisharat – housle
- Scott Hosfeld – viola
- Briana Bandy – viola
- Caroline Buckman – viola
- Darrin McCann – viola
- JoAnn Tominaga – viola
- Jill Kaeding – violoncello
- Cameron Stone – violoncello
- Alisha Bauer – violoncello
- Giovanna Clayton – violoncello
- Vanessa Freebairn Smith – violoncello
- Jim Keltner – bicí
- Vinnie Colaiuta – bicí
- Kenny Aronoff – bicí
- Chad Cromwell – bicí
- Eddie Bayers – bicí
- Nelson Bragg – perkuse
- Don Was – baskytara
- Michael Rhodes – baskytara
- Bob Lizik – baskytara
- Zachary Dawes – baskytara
- Brett Simons – baskytara
- Shane Soloski – baskytara
- Dean Parks – kytara
- Jimmy Riley – kytara
- Richie Davis – kytara
- Mark Goldenberg – kytara
- Tom Bukovac – kytara
- Jeff Lantz – klávesy
- Joey Gryzyb – akordeon